# 江聰淵
江聰淵（台灣話: Kang Tshong-ian，1969年10月23日—），臺灣政治人物，民主進步黨籍，生於宜蘭縣宜蘭市，現任行政院政務顧問、雜糧基金會董事，曾任宜蘭市市長、第16－17屆宜蘭縣議會議員、「宜蘭青年商會」會長、礁溪鄉公所建設課代理技士。是民進黨首位經由非補選之鄉鎮市長選舉而當選的正任市長。2017年1月25日超越郭時南，成為任職時間最長的民進黨籍宜蘭市市長。2018年11月24日當選連任，成為首位連任成功的民進黨籍宜蘭市市長。2022年九合一選舉，江聰淵獲民進黨提名參選宜蘭縣縣長，儘管其對手中國國民黨籍的時任縣長林姿妙正逢官司纏身，最後仍以兩萬餘票的差距落敗。

## 經歷

### 盜採砂石案
- 1998年，曾因盜採砂石案被判刑3個月，針對本案江聰淵本人辯稱，25年前他公司負責人，工人在進行雨水下水道工程，被誣指超挖，經現場鑑定並沒有外運，業主頭城鎮公所也出示公文，表示並無超挖情形，當自己工人受到誣指的時候，他必須一肩扛起承擔責任，他請工人把案件都交由公司來訴訟，最後被判刑3個，但依判決書指出，本案工程當中必須有回填土方，這些土方招標單位皆有計價予承包廠商，應該是自外採購土方回填，而該公司當時是由江聰淵指示，盜挖防風林砂石約350立方米回填工區。判決書指出因江聰淵惡性較大，判決如主文之刑。[3]

### 至美國大聯盟開球
- 2017年5月14日，台灣時間早上7時，宜蘭市長江聰淵，受姊妹市美國堪薩斯州黎霧市之邀，至美國大聯盟皇家隊主場，為堪薩斯皇家隊迎戰巴爾的摩金鶯隊開球。然而，當江聰淵出現在球場上時，他不僅拿著球，手上還多了面「中華民國國旗」。他便在眾人的歡呼下，站上投手丘，並投了個好球，再次贏得喝采。江聰淵也把這開球的過程，透過臉書直播與民眾一同互動。遠在台灣的民眾，看見他拿著國旗，踏入美國大聯盟球場時，心情同樣激動，在下方留言「台灣之光」、「市長加油」等鼓勵。但是，也有網友不以為意，指出他拿的這面國旗是「中華民國國旗」不是「台灣國旗」。[4][5]

### 退選2018縣長選舉、改市長連任
- 2017年11月24日，宣佈放棄參選縣長並支持代理縣長陳金德承擔起責任，自己則會爭取連任宜蘭市市長。江聰淵說，他自己做的內部縣長民調顯示支持度領先，雖然多少會有遺憾，但畢竟有些時候計畫趕不上變化，對選舉「看得開」，在4年或8年後都還是有機會。[6]

- 2017年12月22日，民進黨宜蘭市市長初選民調出爐，依據山水及趨勢兩家民調數據平均後，江聰淵以38.26%對賴瑞鼎的23.36%勝出。[7]

- 2018年11月24日，擊敗國民黨徵召的張森霖。

### 參與2022宜蘭縣縣長選舉
- 2020年12月16日，總統蔡英文昨天到宜蘭縣議會參加民進黨地方黨務座談，長達兩個多小時的便當會中，有不少人推薦市長江聰淵代表參選下屆宜蘭縣縣長。江聰淵表示，黨有黨的提名機制，他在市長任內會做好做滿，很感謝黨職、公職前輩們的鼓勵及肯定，他會更加努力，若有機會承擔，絕對「義不容辭」。 [8]

- 2022年地方選舉，江聰淵代表民進黨成為宜蘭縣縣長候選人。
- 2022年8月2日，公布『前進吧！新宜蘭』競選口號，宣誓要從發展產業新經濟、規劃城鄉新風貌、宜居生活等三大主軸，發出三支箭，引領宜蘭前進。[9]

- 2022年9月23日，被對手陣營指其淡江大學在職碩班論文疑似抄襲，江回應會虛心接受檢驗，也會尊重學術上的檢驗成果[10]，惟江的學位事後遭到撤銷。
- 2022年10月4日，發表競選歌曲「前進吧！新宜蘭」，由金曲獎最佳作詞人獎武雄作詞，五月天與周杰倫御用鍵盤手周恒毅作曲，本屆金曲獎最佳台語男歌手獎得主王俊傑演唱。[11][12]
- 2022年11月26日，敗於國民黨現任縣長林姿妙。

## 宜蘭市市長任內

### 全國首創幾米公車
2016年5月3日，宜蘭市繼幾米主題廣場後，標榜全國首創的幾米市區公車已蓄勢待發，行駛路線涵蓋宜蘭市舊城區，從宜蘭轉運站、宜蘭河濱公園接駁，搭載遊客造訪宜蘭文學館、宜蘭美術館、宜蘭觀光酒廠等景點，市長江聰淵期許幾米公車不僅是運輸工具，也是行銷宜蘭市的秘密武器。

### 成立阮義忠台灣故事館
2018年，宜蘭市公所邀請攝影大師阮義忠回鄉策展，「阮義忠台灣故事館」前身為戰後由宜蘭縣政府興建的縣府員工宿舍，此館是從其中三間建築物修繕後規劃而成，未來將由阮義忠作為系列展覽的策展人，並做定期展出。

### 成立宜蘭人故事館
宜蘭人故事館的前身是建於1959年的宜蘭縣議會廳舍，該建築並於2012年公告登錄為歷史建築 。在宜蘭市公所斥資3000多萬元整建，並以ROT促參招商轉型為「宜蘭人故事館」。宜蘭人故事館以歷史建築為核心，帶領民眾走進建築與時代故事。接連3天的開幕活動，播放3部1960年代電影，包括王哥柳哥遊台灣、江山美人與第凡內早餐，都可免費觀賞；故事館也緊扣著「宜蘭人」與「宜蘭故事」，展區規劃「蔣渭水故事展」與在地工藝職人「林朝欽燈籠展」。

## 爭議事件

### 論文抄襲
2022年9月23日上午，台北市議員王鴻薇表示江聰淵的論文《開放陸客來台後宜蘭縣觀光產業因應策略之研究》涉嫌抄襲，排除參考書目及引述，抄襲比率達到40％淡江大學於12月22日行文給江聰淵，撤銷江聰淵國際企業學系碩士在職專班商學碩士學位。江聰淵於12月26日表示，接受並尊重審查結果。

## 選舉紀錄
| 年度 | 選舉屆數               | 選舉區           | 所屬政黨   | 得票數 | 得票率 | 當選標記 | 備註 |
| ---- | ---------------------- | ---------------- | ---------- | ------ | ------ | -------- | ---- |
| 2005 | 第十六屆宜蘭縣議員選舉 | 宜蘭縣第一選舉區 | 民主進步黨 | 5,015  | 11.08% |          |      |
| 2009 | 第十七屆宜蘭縣議員選舉 | 宜蘭縣第一選舉區 | 民主進步黨 | 6,056  | 12.54% |          |      |
| 2014 | 第十七屆宜蘭市市長選舉 | 宜蘭縣宜蘭市     | 民主進步黨 | 21,921 | 45.32% |          |      |
| 2018 | 第十八屆宜蘭市市長選舉 | 宜蘭縣宜蘭市     | 民主進步黨 | 27,455 | 56.14% |          |      |
| 2022 | 第十九屆宜蘭縣縣長選舉 | 宜蘭縣           | 民主進步黨 | 96,779 | 41.13% |          |      |

## 外部連結
- 江聰淵的Facebook專頁
- YouTube上的江聰淵頻道
- 認識市長

| 中華民國政府職務 | 中華民國政府職務                                         | 中華民國政府職務 |
| ---------------- | -------------------------------------------------------- | ---------------- |
| 宜蘭縣宜蘭市公所 |                                                          |                  |
| 前任： 黃定和    | 宜蘭市市長 第十七、十八屆 2014年12月25日－2022年12月25日 | 繼任： 陳美玲    |